# Proveedor de servicios de pago
Un proveedor de servicios de pago (PSP) es una empresa que se encarga de la integración de los métodos de pago en línea en las tiendas de comercio electrónico. Destacan PayPal, Mastercard, Visa o American Express.

## Ventajas
En lugar de tener que tratar con muchos contratistas individuales, un minorista en línea solo tiene que negociar con un proveedor cuando se decide por un PSP. En la mayoría de los casos, se trata de una licencia de software como servicio, a través de la cual muchos métodos de pago pueden activarse y desactivarse individualmente con apenas unos clics.
Muchos PSP también ofrecen servicios adicionales que van desde la gestión de riesgos hasta el cobro de deudas previa solicitud, ahorrando mucho trabajo para un comerciante en línea de esta manera.

## Límites
Debido al carácter intermediario del PSP, no hay relación de cliente entre el vendedor y la solución de pago. Esto limita las opciones disponibles para el servicio de atención al cliente en forma de ofertas especiales o resolución de conflictos, por ejemplo en caso de impago.
Cada comerciante sigue siendo responsable de sus propias acciones, es decir, debe asegurarse de que el proveedor seleccionado respeta las directrices, por ejemplo, en lo que respecta a la protección de datos. Esto puede llegar a ser crítico si el distribuidor está ubicado en un país con regulaciones más estrictas.
La actualización constante del software es un factor importante para evitar brechas de seguridad. Aunque el distribuidor generalmente solo alquila la tecnología, es cuestionable si el PSP asumirá la responsabilidad en caso de vulnerabilidad de seguridad y el distribuidor no hace nada para proteger a sus clientes.